# Giles Bay
Die Giles Bay ist eine rund 4 km breite und 3 km lange Bucht an der Nordküste der Renaud-Insel im Archipel der Biscoe-Inseln westlich der Antarktischen Halbinsel. Sie liegt zwischen dem Weaver Point und dem Tula Point.
Das UK Antarctic Place-Names Committee benannte sie 2020 nach der britischen Klimaforscherin Katherine Giles (1978–2013) vom University College London für ihre Untersuchungen zum Meereis, zur Meeresströmung und zu den Windverhältnissen in arktischen und antarktischen Gewässern.